# The Forum Shops

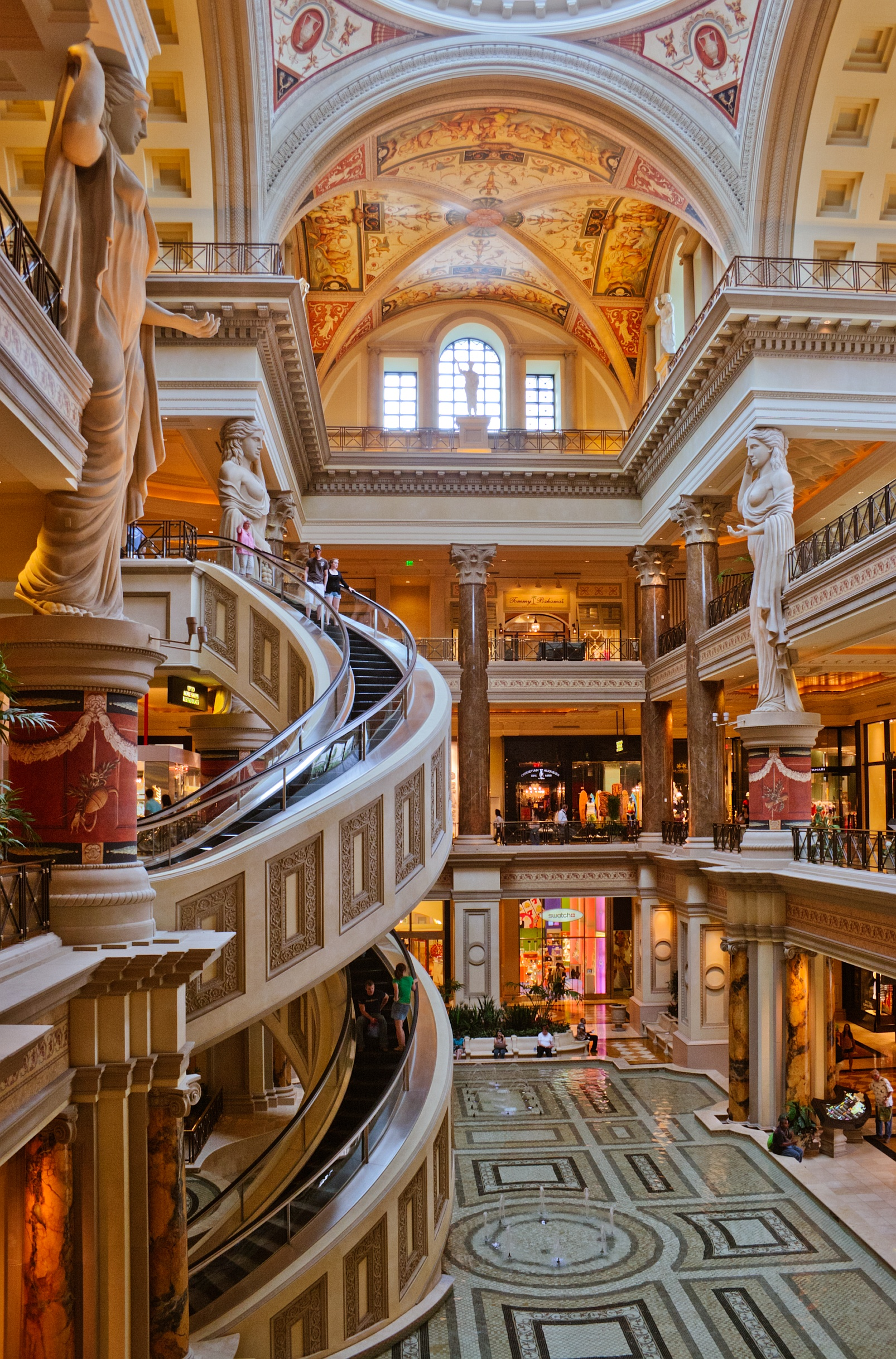
De Forum Shops met de ronde roltrap (links).

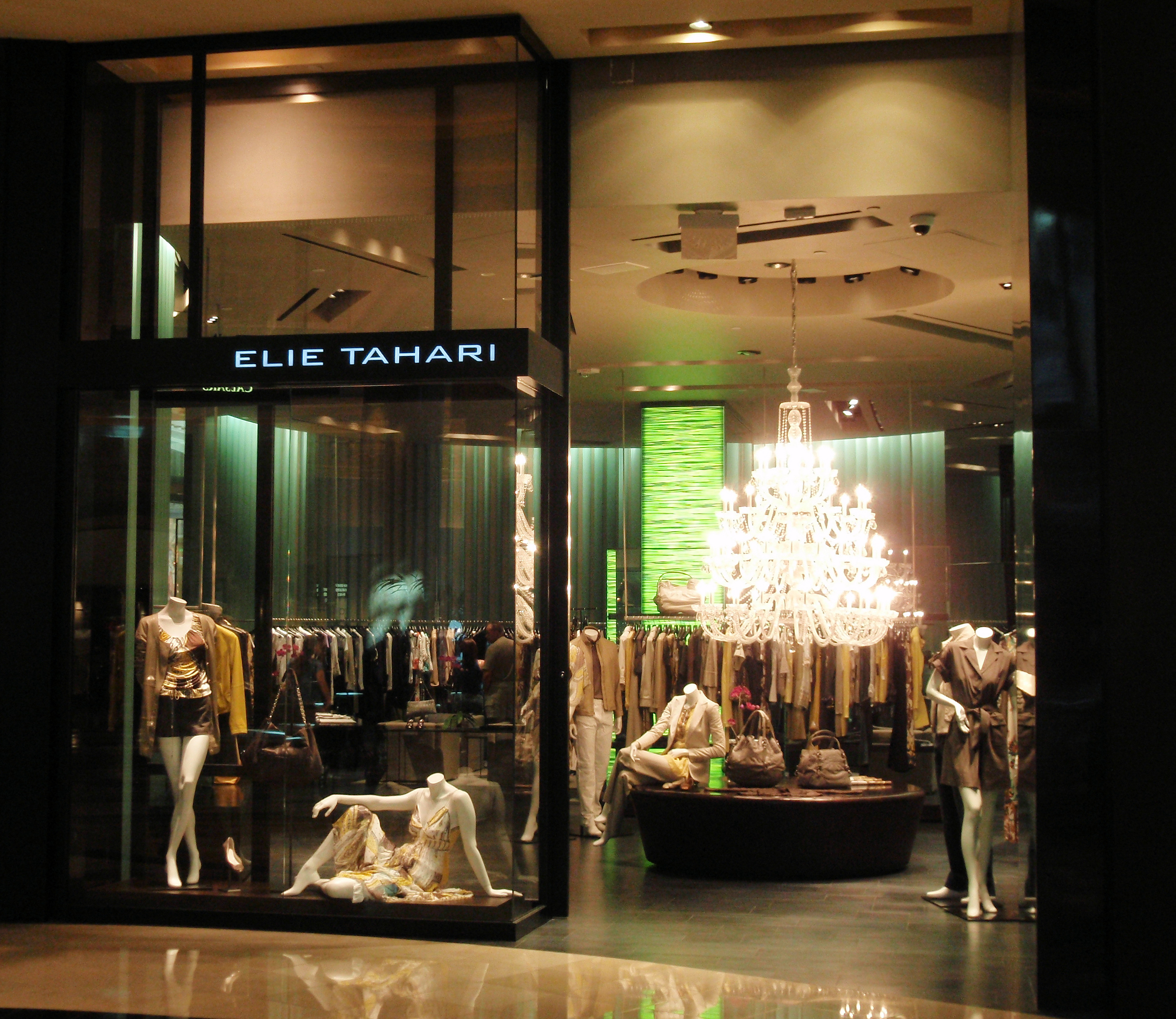
De winkel van Elie Tahari in de Forum Shops.

The Forum Shops (ook The Forum Shops at Caesars) is een winkelcentrum dat grenst aan het Caesars Palace op de Strip in Las Vegas, Nevada, Verenigde Staten. Het is een 59.100 m² groot winkelcentrum dat vooral luxegoederen aanbiedt. Het is een van een van de duurste winkelcentra in de wereld. Het winkelcentrum is duurder dan Rodeo Drive in Beverly Hills. Daarnaast is het ook het meest succesvolle winkelcentrum in de Verenigde Staten.

## Geschiedenis
In 1990 werden plannen bekendgemaakt om een aangrenzend winkelcentrum te realiseren naast het Caesars Palace. Dit winkelcentrum zou worden ontwikkeld en beheerd door Simon Property Group. De bouw werd aangevangen in 1991 en werd al een jaar later voor het eerste stuk afgerond.
De grote opening was op 1 januari 1992 waarbij negentig verschillende winkels werden geopend. In de daaropvolgende twee jaar werden er nog eens negentig winkels in 1993 en negentig winkels in 1994 geopend waardoor op 1 januari 1994 de officiële opening was van het gehele winkelcentrum en de daarbij behorende 270 winkels.

## Ligging
De Forum Shops liggen aangrenzend aan het Caesars Palace. Door de laatste uitbreidingen in 1994 heeft het winkelcentrum ook een uitgang aan de Las Vegas Boulevard in Las Vegas, Verenigde Staten. Het winkelcentrum ligt aan de noordkant naast de Mirage. Aan de overkant van de Forum Shops bevindt zich het Imperial Palace, Harrah's, Casino Royale en O'Sheas Casino.

## Ontwerp
Het winkelcentrum is ontwikkeld in hetzelfde thema als het naastgelegen Caesars Palace en is ook in samenwerking gebouwd. Het winkelcentrum is echter onafhankelijk van het hotel en casino en deze twee behoren ook niet bij elkaar. De Forum Shops hebben in totaal meer dan 270 winkels en boetieks; daarnaast zijn er in het winkelcentrum verschillende restaurants van onder anderen Bobby Flay en Wolfgang Puck.
Naast het grote aantal winkels heeft het winkelcentrum ook enkele bezienswaardigheden, zoals de fonteinen op het centrale plein. Er zijn verschillende plaatsen waar muziek gespeeld wordt, vaak door de aanwezige winkeliers op de pleinen geregeld. Daarnaast wordt er een keer in het uur op het meest westelijke plein een Atlantis-show opgevoerd.

### Winkels
Er zijn meer dan 270 winkels in het winkelcentrum waarvan enkele alleen winkels in The Forum Shops en op de Rodeo Drive hebben.
- Agent Provocateur
- Antiquities International
- Balenciaga
- Calvin Klein
- CH Carolina Herrera
- Dolce & Gabbana
- Elie Tahari
- Emporio Armani
- Fred Paris
- Georg Jensen
- Intermix
- John Varvatos
- Judith Leiber
- La Perla
- Loro Piana
- Nanette Lepore
- Playboy
- Ted Baker
- Tod's
- Valentino